# Theatro Pedro II
O Theatro Pedro II é um grande teatro localizado na cidade de Ribeirão Preto, estado de São Paulo, de primeira classe para música sinfônica e ópera, possuindo capacidade para 1588 espectadores e uma área total de 6500 m².

## História

### Origem e construção
Ribeirão Preto viveu seu apogeu econômico e político, desencadeado pela Cultura Cafeeira e pela implantação da Cia. Mogiana de Estradas de Ferro em 1876. Em 1897, a cidade recebeu seu primeiro teatro, o Teatro Carlos Gomes. Em 1903, um francês chamado François Cassoulet deu vida a boemia da cidade com a fundação de cassinos e casas noturnas, como o Eldorado Paulista. Com a abertura industrial em 1911, instalava-se na cidade a Companhia Cervejaria Paulista. No início da década de 20, Adalberto de Oliveira Roxo adquiriu alguns velhos prédios na esquina das ruas Duque de Caxias e Álvares Cabral para a construção de um Hotel, o Central Hotel. Este edifício deu início ao Conjunto Arquitetônico que ficaria conhecido como "Quarteirão Paulista".
Os outros terrenos localizados em frente à Praça XV de Novembro, até a esquina com a rua General Osório, foram adquiridos pela CIA Cervejaria Paulista, com a finalidade de construir um conjunto arquitetônico composto por um teatro e um edifício de escritórios. Posteriormente foi adquirido também o edifício recém-construído do Central Hotel, que passou a ser chamado de Palace Hotel. Para a execução desse projeto, Meira Júnior, um dos fundadores da Cia Cervejaria Paulista, contratou, entre 1928 e 1930, o Arquiteto Hippolyto Gustavo Pujol Júnior, e a parte estrutural da construção coube à empresa alemã Kemmitz, dirigida por Fritz Hans Urlass. O Teatro Pedro II foi construído em frente ao Teatro Carlos Gomes.

### Inauguração e auge
O Teatro foi inaugurado em 8 de outubro de 1930 na cidade de Ribeirão Preto com a apresentação do filme "Alvorada do Amor". Em plena crise econômica, o teatro tinha capacidade para 2000 pessoas quando da inauguração. Sua designação homenageia o último imperador do Brasil, D. Pedro II, e foi escolhido pela população da cidade, através de um concurso feito pelo jornal A Cidade, o principal do município.
Por mais de 30 anos, o Pedro II foi o principal polo cultural do município. Havia passagens secretas no teatro, utilizadas por pessoas da alta sociedade. As passagens ligavam o teatro aos hotéis que ficavam ao lado do prédio. Entre as décadas de 1950 e 1970, o subsolo do teatro foi transformado em salão de bailes de carnaval. Fora do período carnavalesco, era transformado em sala de jogos. O local ficou conhecido como “Caverna do Diabo”.

### Decadência e incêndio
Na década de 1970, o prédio foi arrendado por uma companhia exibidora de filmes, e o prédio passou por uma reforma que o descaracterizou. Vários elementos decorativos foram destruídos, a plateia foi reduzida e placas de madeira encobriram camarotes, frisas e galerias laterais para transformá-lo em cinema. Dos seus 2.000 lugares restaram apenas 800. Em 1978, o teatro já estava fechado ao público devido ao péssimo estado de conservação.
Em 15 de julho de 1980, um incêndio destruiu a cobertura, o forro do palco e grande parte do interior, incluindo-se o teto. A Orquestra Sinfônica de Ribeirão Preto chegou a fazer um concerto de protesto, quatro meses depois do incêndio, sob a regência do Maestro Isaac Karabtcheswski e Lutero Rodrigues, atraindo cerca de 10 mil pessoas.

### Tombamento e reforma

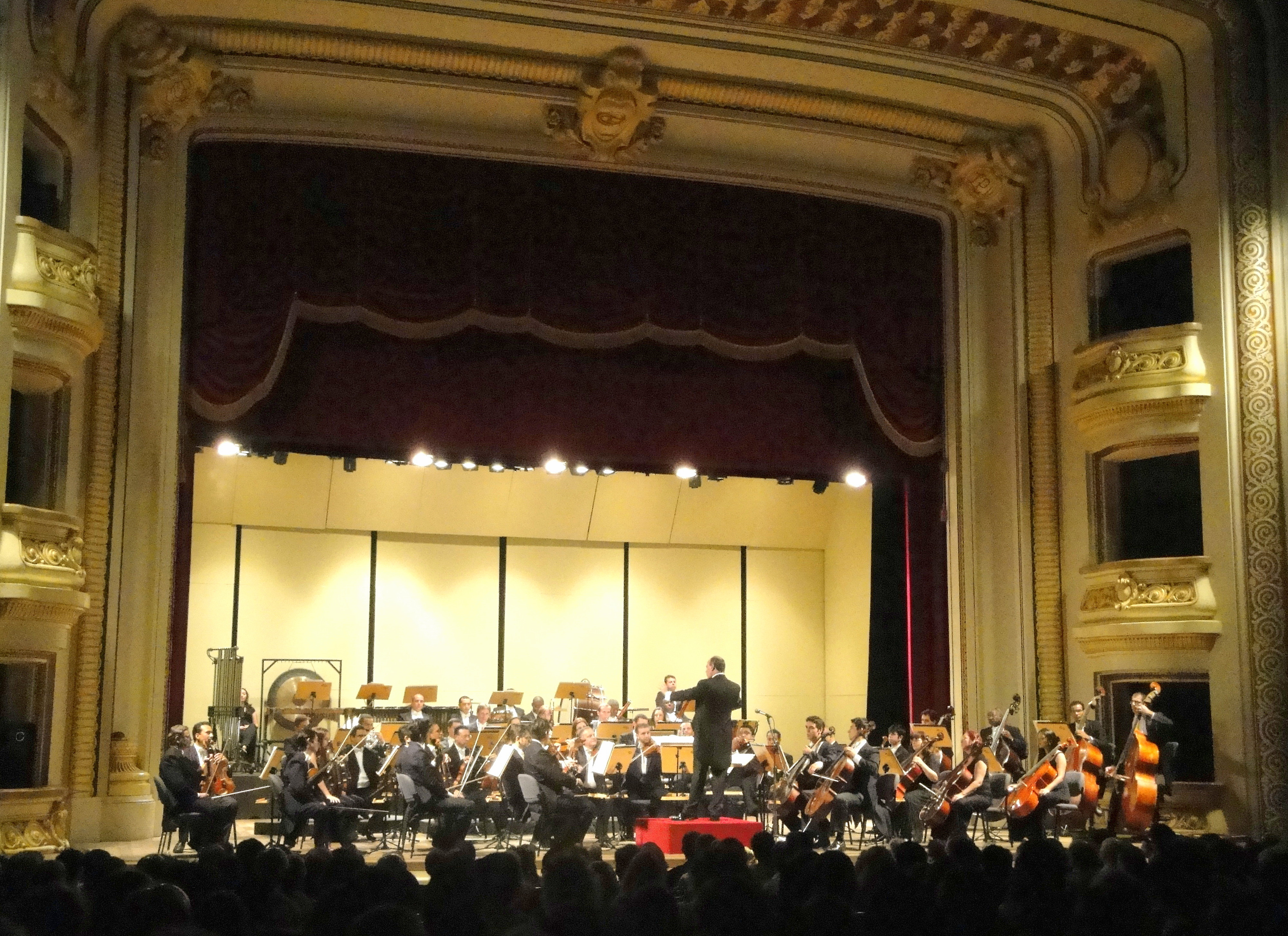
Orquestra Sinfônica de Ribeirão Preto no Theatro Pedro II.

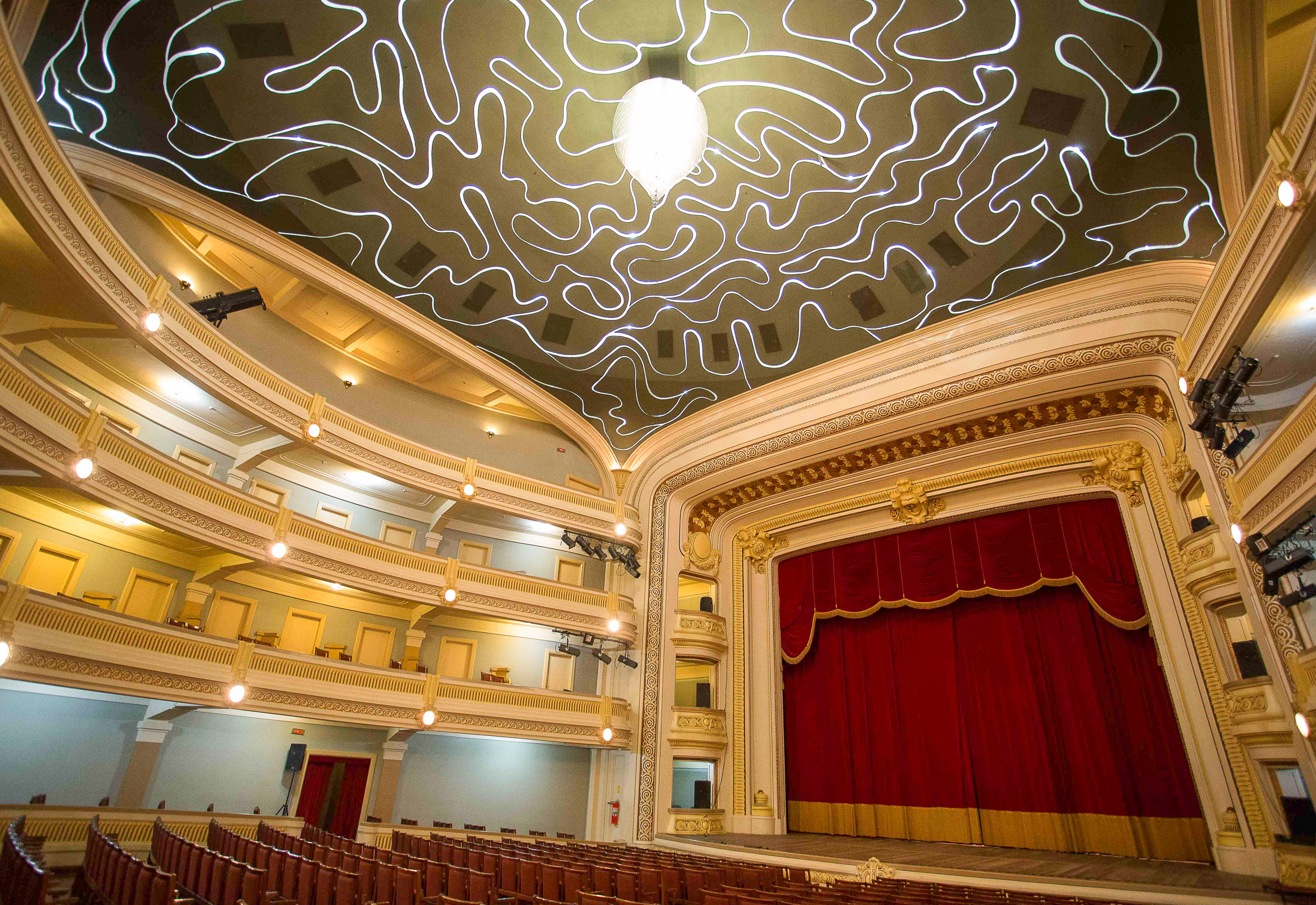
Interior do Theatro Pedro II.

Graças a uma grande mobilização da sociedade local, no dia 7 de maio de 1982, o prédio foi tombado pelo Conselho de Defesa do Patrimônio Histórico (CONDEPHAAT).
Em maio de 1991, teve início a primeira etapa de restauração e modernização do teatro. Em janeiro de 1993 começou a segunda etapa. Um concerto de música erudita em abril de 1994 arrecadou 10 mil dólares para a recuperação. A reforma durou cinco anos. O restauro das características arquitetônicas originais recuperaram o Pedro II e ampliaram suas funções, transformando-o no segundo maior teatro de ópera do país em capacidade de público. O Pedro II fica atrás apenas do Theatro Municipal de São Paulo.
Na fase de reforma, a cúpula metálica da plateia principal foi reconstruída e a caixa cênica rebaixada em seis metros. Foi criado um subsolo com mais dois níveis: espaços para serviços de apoio artístico, oficina de cenário, carpintaria e almoxarifado técnico.

### Reinauguração
Em agosto de 1996, na administração do prefeito Antonio Palocci (PT), o Teatro Pedro II foi reinaugurado com um concerto da Orquestra Sinfônica de Ribeirão Preto e o Coral do Teatro Colón, de Buenos Aires, apresentando a abertura Il Guarany de Antônio Carlos Gomes e a Nona Sinfonia de Ludwig van Beethoven, respectivamente sob regência dos maestros Roberto Minczuk e Isaac Karabtchevsky, contando ainda com a presença de Fernando Portari (tenor solista). Em sua nova configuração após a reforma, ocorreram várias melhorias e foi ainda criada e instalada uma nova cúpula da artista plástica Tomie Ohtake, mas todos os demais detalhes do Teatro Pedro II foram reconstruídos e restaurados de acordo com as plantas e demais dados arquitetônicos originais.

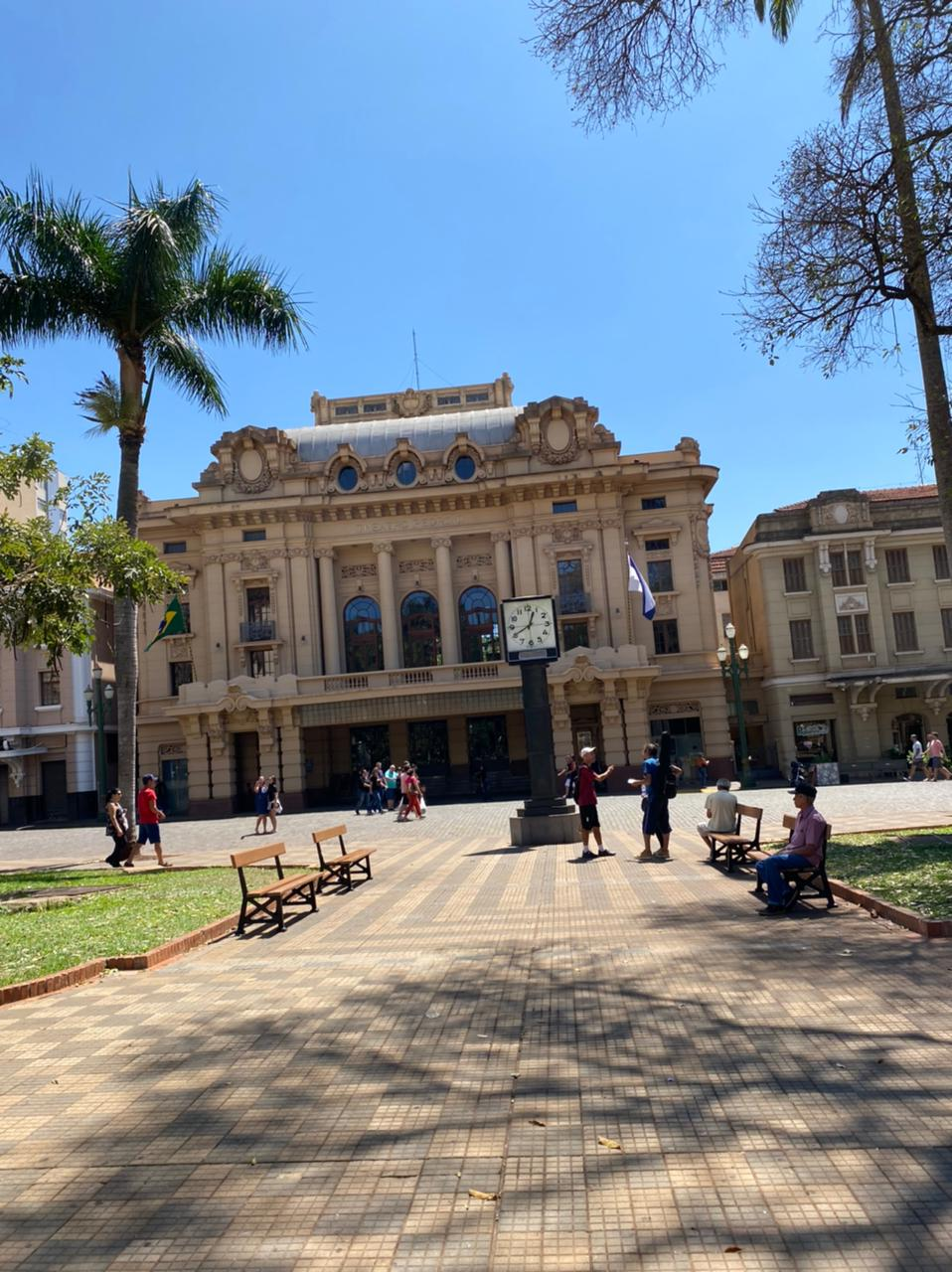
Vista do Theatro Pedro II em 2022.

Por sua excelente acústica, o Teatro Pedro II é considerado um dos melhores teatros da América Latina, destacando-se para a realização de concertos sinfônicos e em especial ópera (de acordo com seu projeto inicial), incluindo-se fosso com elevador para orquestra abrigando cerca de sessenta músicos.